# Hexatoma (Eriocera) goyazensis
Hexatoma (Eriocera) goyazensis is een tweevleugelige uit de familie steltmuggen (Limoniidae). De soort komt voor in het Neotropisch gebied.